# Carl Lafite (Maler)

Biedermeierhaus der Familie Lafite in Wien II., Kleine Sperlgasse 4

Carl Lafite (* 4. Juni 1830 in Wien; † 22. Oktober 1900 Wien) war ein österreichischer Maler.

## Leben
Lafite, auch in der Schreibung Charles oder Karl Lafitte, auch Laffite, war der Sohn des nach der Französischen Revolution aus Bordeaux nach Wien geflohenen Charles Lafite (* 1801; † 19. Juni 1877), Turnier-Schachspielmeister und Französischlehrer am Wiener Theresianum und jüngerer Bruder von Ernst Lafite (1826–1885).
Er studierte seit 1848 an der Akademie der bildenden Künste Wien bei Eduard Peithner von Lichtenfels und Franz Steinfeld. Seine Landschaftsbilder stellte er bereits ab 1849 in den Akademieausstellungen bei St. Anna und ab 1853 im Österreichischen Kunstverein aus. 1861 war er Gründungsmitglied der „Genossenschaft bildender Künstler Wiens“ und wurde zur Eröffnung des k.k. Künstlerhauses 1868 auf der Marmortafel im Präsidentenzimmer geehrt.
Lafite war Zeichenlehrer in aristokratischen Familien, deren Schlösser er ins Bild brachte. Er war verehelicht mit Helene Daumer aus deutscher Philosophenfamilie – bekannt durch die an sie gerichteten Briefe über Kaspar Hauser. Sein Sohn war der Pianist und Komponist Carl Lafite (1872–1944).

## Werke

Franz Liszt konzertiert in der Redoute von Buda vor dem Königspaar, 1873

Von der Ölmalerei ging Lafite später mehr und mehr auf das Aquarell über. Er malte Naturstudien und Stimmungsbilder mit symbolischem Gehalt. Seine Motive wählte er von Reisen, um Österreich in seiner Vielfalt von den Alpen, von der Donau und vom Wiener Prater zu dokumentieren und widmete sich in Deutschland romantischen Motiven an Rhein und Mosel.

## Sammlungen
- Wien Museum
- Privatbesitz Wien